# Saint-Mars-la-Brière
Saint-Mars-la-Brière település Franciaországban, Sarthe megyében. Lakosainak száma 2712 fő (2022. január 1.). Saint-Mars-la-Brière Montfort-le-Gesnois, Soulitré, Ardenay-sur-Mérize, Champagné, Changé, Fatines, Parigné-l’Évêque és Saint-Corneille községekkel határos.

## Népesség
A település népessége az elmúlt években az alábbi módon változott:
| Lakosok száma | 2568 | 2665 | 2724 | 2688 | 2693 | 2698 | 2698 | 2699 | 2712 |
|               | 2013 | 2015 | 2016 | 2017 | 2018 | 2019 | 2020 | 2021 | 2022 |